# Brabobrunnen
Koordinaten: 51° 13′ 16,22″ N, 4° 23′ 58,85″ O

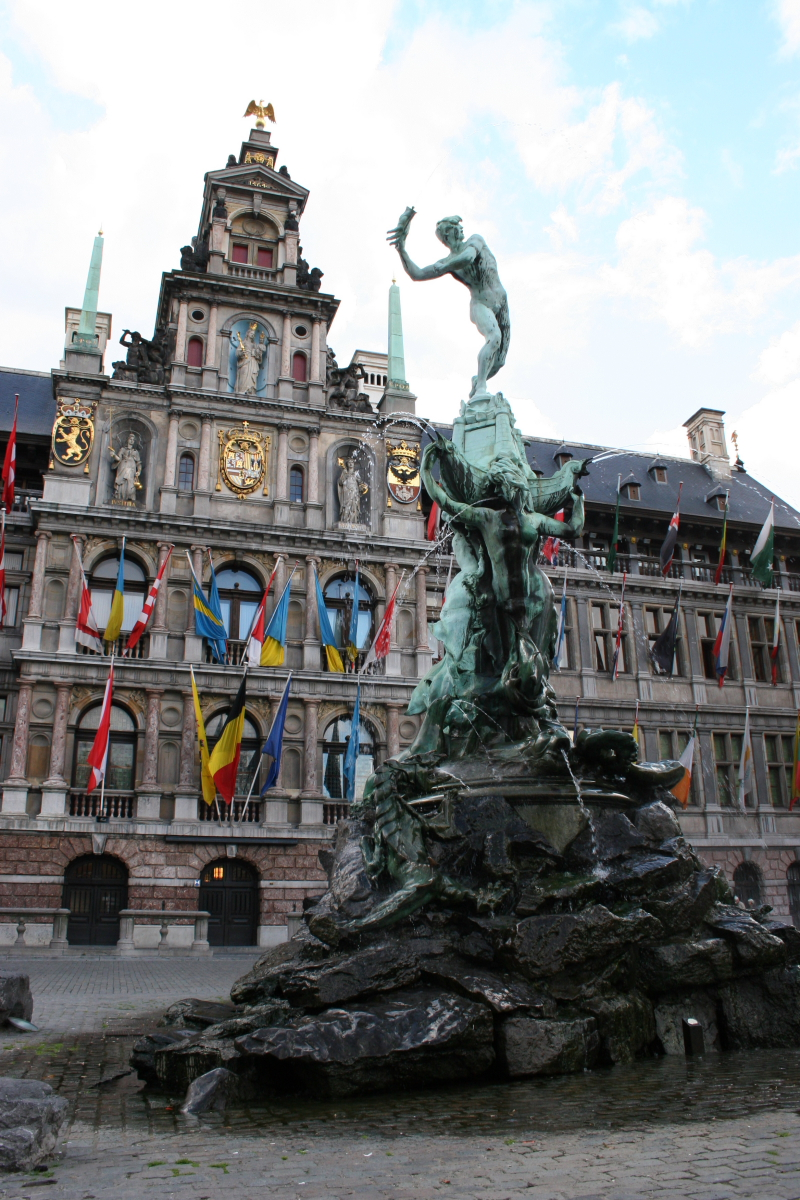
Der Brabobrunnen vor dem Antwerpener Rathaus

Der Brabobrunnen ist ein Springbrunnen auf dem Grote Markt der belgischen Stadt Antwerpen. Er wurde 1887 von dem Antwerpener Bildhauer
Jef Lambeaux (1852–1908) geschaffen. Die Bronzeplastik greift deutlich Stilmerkmale des italienischen Manierismus auf.
In ihrer Darstellung bezieht sie sich auf die Legende um die Stadtgründung Antwerpens. Sie zeigt den jungen Helden Silvius Brabo, wie er die abgehackte Hand des Riesen Druon Antigon, den er zuvor im Kampf besiegt hatte, in die Schelde wirft. Der Riese hatte am Ufer der Schelde von den vorbeifahrenden Schiffern Wegezoll verlangt. Konnten sie den Zoll nicht bezahlen, hackte er ihnen die rechte Hand ab. Der Name der Stadt soll der Überlieferung nach von diesem Ereignis, dem „Hand werfen“, herrühren.
Der Brunnen ersetzte einen Freiheitsbaum, der bis 1882 auf dem Platz vor dem Rathaus stand. Die feierliche Enthüllung der Skulptur fand am 21. August 1887 statt.